# Australophialus melampygos
Australophialus melampygos is een rankpootkreeftensoort uit de familie van de Cryptophialidae. De wetenschappelijke naam van de soort is voor het eerst geldig gepubliceerd in 1907 door Berndt.